# Chronique du religieux de Saint-Denys, contenant le règne de Charles VI de 1380 à 1422
La Chronique du religieux de Saint-Denys, contenant le règne de Charles VI de 1380 à 1422 (en latin Historia Karoli Sexti Francorum regis) est un texte historiographique anonyme en latin, divisé en quarante-trois livres, qui raconte le règne du roi de France Charles VI (un livre par année). 

## Caractéristiques
Œuvre d'un contemporain, moine de l'abbaye de Saint-Denis, exerçant la fonction officielle d'historiographe royal (charge assumée à cette époque par des moines de cette abbaye), c'est la source la plus précise et la mieux informée pour l'histoire politique de la France de cette période. L'auteur avait accès à des documents confidentiels de la chancellerie royale (lettres reçues ou envoyées par le roi, comptes-rendus d'ambassades, etc.). Il fait état à plusieurs reprises de sa présence aux côtés de Charles VI dans ses déplacements : il accompagne le roi à L'Écluse en 1386, au Mans en 1392 ; il est présent aux conférences de Leulinghen en 1393 ; il participe aux campagnes contre le duc de Berry en 1412 et contre le duc de Bourgogne en 1414. Il se trouve à la cour pontificale d'Avignon en 1387, puis en 1395. Il écrit qu'il était septuagénaire en 1419.
L'identité de cet auteur a fait l'objet dans le passé de beaucoup de conjectures. Charles Samaran, notamment, a établi que la très grande majorité du texte (jusqu'au livre XLI, § 4, c'est-à-dire le milieu de l'année 1420, le règne s'achevant le 21 octobre 1422) était d'une grande unité stylistique et d'une même main, et que la fin était due à Jean Chartier, également moine à Saint-Denis, et historiographe de Charles VII. En 1976, Nicole Grévy-Pons et Ezio Ornato ont identifié l'auteur principal comme étant Michel Pintoin (v. 1349- † 16 février 1421), chantre de l'abbaye de Saint-Denis. De cet auteur on connaît surtout ce qui se déduit du texte de la chronique. 
Des passages du texte montrent que l'auteur avait également raconté lui-même les règnes antérieurs, et que l'histoire du règne de Charles VI était dans son esprit la suite d'un ensemble plus vaste : dans son prologue, il écrit qu'il a déjà retracé le règne de Charles V, et en II, 6, rapportant la mort de la reine Jeanne de Naples (27 juillet 1382), il indique qu'il a déjà relaté plus haut les circonstances de son avènement (en 1343, soit sous Philippe VI). Il y a même des raisons de penser qu'il avait composé (par compilation) une Chronique universelle. C'est un auteur cultivé, qui s'inspire de modèles littéraires comme l’Historia rerum in partibus transmarinis gestarum de Guillaume de Tyr. Il a inséré dans son ouvrage, sans grands changements, des textes écrits par différents personnages contemporains (relations d'ambassades, comptes-rendus de missions, par exemple de Pierre Le Fruitier dit Salmon, secrétaire de Charles VI, de Gontier Col, de Jacques de Nouvion), ce qui a compliqué le problème de l'identification de l'auteur.  
Le texte est conservé globalement dans trois manuscrits de la Bibliothèque nationale de France : Paris. lat. 5958, 5959 et 17659 (et fragmentairement dans le Paris. lat. 5960). Il a fait l'objet de plusieurs traductions françaises partielles dès le XVe siècle.

## Éditions
- Histoire de Charles VI, roi de France, écrite par les ordres et sur les mémoires et les avis de Guy de Monceaux et de Philippes de Villette, abbés de Saint-Denis, par un auteur contemporain, religieux de leur abbaye, contenant tous les secrets de l'État et du schisme de l'Église, avec les intérêts et le caractère des princes de la chrétienté, des papes, des cardinaux et des principaux seigneurs de France, traduite sur le manuscrit latin tiré de la bibliothèque de M. le président de Thou, par Messire Jean Le Laboureur [...] et par lui-même illustrée de plusieurs commentaires tirés de tous les originaux de ce règne, avec un discours succinct des vies et mœurs, et de la généalogie et des armes de toutes les personnes illustres de ce temps, mentionnées en cette histoire et en celle de Jean Le Fèvre, seigneur de Saint-Remy, pareillement contemporain, qui y est ajoutée, et qui n'avait point encore été vue, Paris, chez L. Billaine, 1663.

Jean Le Laboureur, dans la préface de cette traduction française du texte, proposa d'identifier l'auteur, soit à Guillaume Barrault, grand-prieur de l'abbaye, soit (plutôt) à Benoît Gentien († 12 juin 1418), célèbre théologien et prédicateur de l'époque, également moine de Saint-Denis (mais le texte parle plusieurs fois de lui à la troisième personne).
- Chronique du Religieux de Saint-Denys, contenant le règne de Charles VI, de 1380 à 1422, publiée en latin pour la première fois et traduite par M. Louis-François Bellaguet, précédée d'une introduction de M. de Barante, Collection des documents inédits sur l'histoire de France, Paris, chez Crapelet, 1839-1852, 6 vol. in-4 (t. 1, t. 2, t. 3, t. 4, t. 5, t. 6).
- Chronique du Religieux de Saint-Denys, contenant le règne de Charles VI, de 1380 à 1422, éd. Bernard Guenée, Paris, Éditions du Comité des travaux historiques et scientifiques, 1994, 3 vol. (reproduction en fac-similé de l'édition bilingue précédente, avec une nouvelle introduction).
- Chronique du règne de Charles VI, par le Religieux de Saint-Denis (traduction), L'Encyclopédie médiévale, Éditions Paleo, 2008, 9 tomes.